# 金田武
金田 武（かねた たけし、1922年（大正11年）1月7日 - 2009年（平成21年）5月4日）は、昭和から平成時代の政治家。北海道紋別市長。紋別市名誉市民。

## 経歴
北海道中川郡本別村（現本別町）に生まれる。1939年（昭和14年）紋別青年学校を卒業し、紋別町役場に奉職する。以後、総務係長、水産商工課長、産業部長、教育長を歴任し、1977年（昭和52年）6月、紋別市長に当選した。
5期20年に渡り市長を務め、北洋専管水域200海里の設定、名寄本線の存続、紋別港の機能強化、高規格幹線道路の建設促進、空港整備に尽力した。ほか、「流氷研究国際都市構想」を掲げ、道立流氷科学センターの誘致やオホーツクタワーの建設、北方圏国際シンポジウムの開催などに尽くした。
市長退任後は、1999年（平成11年）から2004年（平成16年）に渡り紋別信用金庫理事長を務めた。2004年（平成16年）紋別市名誉市民に推挙された。2009年（平成21年）5月4日死去、87歳。死没日をもって従四位に叙される。

## 栄典
勲章等
- 1998年（平成10年） - 勲四等旭日小綬章[1][3]